# 齐文宣帝
齐文宣帝高洋（529年—559年11月25日），字子進，鮮卑名侯尼干，勃海郡蓨县（今河北省衡水市景县）人，鲜卑化汉人，因其生于晋阳，又名晋阳乐。為南北朝时期北齐开国皇帝，期間在位10年。他是东魏权臣高欢次子，北齐追尊文襄皇帝高澄的同母弟。

## 生平
高洋自幼便相貌醜陋，其膚色黝黑，額頭寬廣，臉頰肉垂過下巴，周身皆患有皮膚病，布滿著鱗片般的皮屑。晉陽曾有一位頗有名氣的和尚，叫阿禿師，作風古怪，被認為是異人。高歡將其請至家中為每個兒子看相。輪到高洋時，阿禿師但以手指天，閉口不言，周圍的人對此皆大感驚異。惟兄長高澄不以為然，以高洋面貌醜惡大肆譏笑，說:「人長得這副模樣，居然也配享有富貴命？可見看相的都是群江湖騙子罷了。」然而，高歡其實曾不止一次試探過諸子才能，這其中惟有高洋臨陣不亂、見識過人，因此高歡對高洋頗為欣賞，特意延請名師悉心教導，並對心腹薛琡感嘆：「這孩子將來怕是比我還強啊。」。後來，高歡去世後，高澄繼掌大權，然因刑殺過濫，又疏於防備，最終被其廚房雜役蘭京刺殺。由於事起突然，高家內外群情震恐，高洋接獲消息，神氣自若，表示高澄只是受了點傷，對外秘不發喪，隨即指揮部屬捕殺犯人，並親自前往晉陽總攝庶務，於是人心逐漸安定下來，大位也順理成章地由高洋接管。。東魏孝靜帝元善見原本打算趁高澄之死，將權柄收回掌中，然而當高洋進宮向他辭行時，見高洋嚴肅更甚於高澄，迫於其威，只好沿封他為丞相、齐郡王，加九锡、殊礼。高洋不甘當傀儡皇帝的大臣，於550年就廢掉了元善見，自立為帝，改元「天保」，建都鄴，北齊建立，當年十一月，西魏宇文泰率大軍進攻剛剛建立的北齊，高洋親自率軍迎戰。宇文泰看到高洋手下的部隊軍容嚴整，沒有進犯的空隙，嘆息道：「高歡不死矣！」旋即退軍。

### 即位初期的整治
高洋在位初年，奮發圖強，留心於政務，不但削減州郡、整頓吏治，還加緊訓練軍隊，增強兵防，使北齊在很短的時間內就強盛起來。高洋出兵進攻柔然、契丹、高句麗等國，都大獲全勝。高洋亦曾趁南朝梁遭遇侯景之乱意图拥立梁宗室萧退为梁帝，遭梁将王僧辩、陈霸先抵抗而未果，后又拥立萧渊明为梁帝并迫使王僧辩接受，但陈霸先袭杀王僧辩，废黜萧渊明，及後即代梁建南陈。
同時，北齊的農業、鹽鐵業、瓷器製造業都相當發達，是同陳、西魏鼎立的三個國家中最富庶的。

### 後期的暴虐無道
可是，他在即位六、七年後，就曝露出貪婪荒淫的本性，整日倦怠朝政，沉湎於酒色聲樂之中。他在都城鄴（今河南安陽）連續修築了三台宮殿，十分豪華，動用十餘萬民夫，生活作風奢侈至極。
由於連續幾代的北齊皇帝幾乎都有精神方面的問題，加上高洋為人個性變態、殘忍嗜殺，酗酒之後更常失去理智，動不動就支解、焚燒活人取樂，導致朝野上下，從左右近侍至朝堂大臣終日活在恐懼之下，連皇太后與高家諸王也對此無可奈何。儘管高洋本人也清楚自己酒後的脫序行為，卻始終無法更正酗酒問題，腐化且毫無規則的生活習慣與心理變態等多重因素，使高洋跟北齊大多數皇帝一樣，壽命為此大幅縮短，身體狀況急遽惡化。
天保五年（554年）八月，高洋任命尉粲為司徒、侯莫陳相為司空、清河王高岳為太保(上三公)、平陽王高淹為錄尚書事、常山王高演為尚書令、上黨王高渙為左僕射。
天保六年（555年）三月十六日，齐文宣帝高洋返回都城鄴城，封高孝珩為廣寧王、高延宗為安德王，此兩人都是哥哥高澄的兒子。
天保十年（559年），高洋驾崩（最长寿的北齐皇帝），葬於武寧陵，謚號為文宣皇帝，廟號為高祖。后主天统初年（565年），有诏改谥景烈皇帝，庙号威宗。武平初年（570年），改回原来的文宣谥号，廟號為顯祖。
高洋死後，北齊統治階級內部愈來愈混亂，最終為北周所滅，因而北周滅齊之戰统一了北方。

## 轶事
- 高洋荒淫之餘，還喜歡登高，某次令人興建高台時，曾在沒有任何防護措施下，面無懼色的徒手爬上樓台最高處眺望，嬉戲自若，使過往居民看到紛紛膽顫心驚[14]。此外，高洋還有裸奔習慣，時常在街道上裸露身體，身邊的人都不堪直視，他卻反自得其樂，儘管當時季節正處寒冬，也毫無異狀[15]。

- 高洋覬覦兄長高澄的嫡妻文襄皇后美色已久，在高澄去世後沒幾年，先是沒收了文襄皇后的財產，接著藉口高澄生前曾經非礼他的妻妾，而在高阳王府強暴了文襄皇后。太后婁昭君得知這件事後，痛罵高洋，高洋亦痛駡回去。之后，高洋将府中高家妇女无论亲疏全部聚集在自己跟前，命左右仆人強姦这些妇女，又命番邦胡人當衆輪姦元怿的女儿安德公主。[16]

- 高洋有次宴會上喝醉，因一時情緒，而恐嚇說要將母親婁太后嫁給北方蠻族，母親氣着說自己怎麼會生出高洋這種禽獸不如的兒子，兩人不歡而散。其後高洋略為酒醒，回過來想逗母親開心，便將母親坐著的小床高高舉起，沒想到卻因此重心不穩，將母親摔傷。完全清醒後，發現自己鑄成大錯的高洋命人堆起柴火，打算自焚謝罪，被驚嚇不已的母親阻止，表示自己並沒有真的生氣；但高洋卻不依不撓，令宗室高歸彥痛鞭自己，以此下決心戒酒，但沒幾天便又故態復萌，酗酒更甚[17]。

- 高洋有次帶著高歸彥到武庫，將一對過去因為山崩而落下的石角（一種裝飾物）賜給高歸彥，並開玩笑說：「日後輔佐幼主時，（高歸彥）如果要造反，可以拿出這對石角充場面嚇人。」這本來只是玩笑話，但高洋在看到高歸彥額骨有三道隆起，看起來很像角狀後，竟因此暴怒，拿馬鞭將高歸彥抽得皮開肉綻，罵道：「以後造反，直接用你頭骨的角就能嚇人了！」後高歸彥果真在高洋死後沒幾年便起兵造反[18]。

- 高洋曾經非常宠爱一名原為歌妓的薛嬪，其容貌倾国，高洋被她迷得神魂顛倒，和她整日厮守，但後來想到薛嬪進宮前曾与清河王高岳私通，早已不是處女，妒火中燒下，派高歸彥到高岳家就此事深究責問，高岳惶惶不可終日，沒幾天便因此憂死，當時朝野皆以為高岳是被高洋毒死，無不感嘆[19]。其後，薛嬪怀孕，然而高洋依然沒有釋懷高岳的事情，先是將薛嬪的姐姐用鋸子殺掉，繼而在薛嬪分娩后，又抽出匕首把薛嫔杀了，並將其肢解，把頭顱置於自己衣袖裡面。回宮大宴賓客時，再突然將人頭丟出，嚇的滿座賓客四散，自己則取出薛嬪的大腿骨（髀骨）當作琵琶，邊流淚邊吟唱：“佳人難再得，甚可惜也。”[20]薛嫔出葬时，高洋披头散发，在车后步行跟随，大声哭号。[21]

- 高洋個性狂暴，喜歡動手揍后宮妻妾，甚至有人被打死，唯獨皇后李祖娥始終受到高洋的禮敬。[22]李祖娥的母親（高洋的岳母）高洋也不放在眼裡，曾有次去岳母家拜訪時，拿弓箭射岳母崔幼妃，罵道：“我喝醉酒時連太后也不認識，何況是你這老乞婆！”[23]

- 元魏宗室元韶因娶高洋长姊某公主（即北魏永熙皇后）而為高洋姐夫，有次高洋前去並詢問他：「為何漢朝可以中興？」元韶表示因為新朝沒把漢朝劉姓宗室殺光，於是高洋便下令诛杀元魏宗室始平公元世道、东平公元景式等二十五家，其余十九家被囚禁，在东市斩杀七百二十一人，与其余所杀三千人一起投尸到漳水，元韶則被高洋下入大獄，不久被活活餓死[24][25][26][27][28][29][30][31][32]。

- 高洋喜好殺人取樂，在晉陽時，曾用槊（一種類似戟跟矛的長兵器）擲向一位叫尉子耀的官員來尋找刺激，結果一出手就將其殺死。此外，又在三臺大光殿上，用鋸子將都督穆嵩給活活肢解，又曾在臨幸一位叫暴顯的官員的宅邸時，將無罪的都督韓悊從人群裡叫出來，當場斬首。[33]。

- 高洋因早年長期酗酒，導致精神出了嚴重問題，常表示自己動不動就看到死去的鬼魂，或是產生奇怪的幻聽，使他脾氣變得越來越暴躁，一有一點不愉快就動輒殺人。其死前最後一陣子也過得十分痛苦，除了飽受精神煎熬之外，也因為長期的酒精中毒，已無法正常吃飯，只能依靠不停灌酒來惡性循環，最終使自己暴斃[34]。

## 癖好
高洋在位后期残暴不仁，荒淫无道。除此之外，高洋还有肢解、焚燒活人等變態嗜好，以及观淫癖，曾征集坊间美女大批，弄入宫中后，命她們脱个精光，再讓左右侍从和卫士們強暴这些女人，演出群交場面，朝夕临视为乐。
高洋也是北齊歷史上愛好亂倫、強暴的君主之一，除了兄長高澄的妻子被他強暴之外，高洋也曾多次強暴自己的皇后李祖娥的姐姐、故魏安乐王元昂的妻子李祖猗。李祖猗容貌美麗，高洋覬覦其美色，先是多次將她強行佔有，後來更是打算立她為昭儀，便召元昂入宮，令其伏在地上，射了元昂一百多箭，使元昂血流滿地而死。李祖娥對此絕食抗議，而高洋的母親婁太后看不下去，也出面干涉，高洋不得已只好作罷此事。

## 廟庭
皇建元年，齊孝昭帝建立三廟，其中高洋廟以故太尉河東王潘相樂、故司空薛脩義、故太傅破六韓常三人配饗。但於天統四年，太上皇帝高湛下詔將世宗、顯祖二廟連同配臣併入齊神武廟。

## 家庭

### 后妃
- 文宣皇后李祖娥
- 段昭仪，段韶妹
- 弘德夫人，顏玉光
- 冯世妇，生高绍义
- 裴嫔，生高绍仁
- 王嫔
- 薛嫔
- 薛氏，薛嫔姐
- 彭氏，彭乐之女，后成为齐武成帝的妃嫔
- 任氏，任祥之女，后成为齐武成帝的妃嫔[37]

### 子女
- 废帝高殷，生母李祖娥
- 太原王高紹德，生母李祖娥
- 范陽王高紹義，生母世婦馮氏
- 西河王高紹仁，生母裴嬪
- 隴西王高紹廉，生母弘德夫人顔玉光
- 高宝德，第二女，原封中山公主，后改封长乐公主，生母李祖娥，嫁长乐王尉世辩
- 某女，薛嫔所生

## 影视形象
| 劇名                                 | 演員   |
| 《少林寺传奇》(2007年電視劇)         | 王剛   |
| 《天泪传奇之凤凰无双》(2017年電視劇) | 夏铭浩 |

## 延伸阅读
[在维基数据编辑]
 《北齊書·卷4》，出自李百药《北齊書》
 《北史·卷007》，出自李延壽《北史》
 在维基共享资源阅览影像